# Eurocampus
El Eurocampus es un proyecto de la Eurorregión Pirineos Mediterráneo enfocado a la creación del campus universitario más grande de Europa y el séptimo campus del mundo, capaz de reunir más de medio millón de estudiantes, 45.000 investigadores y 87 centros de educación superior. El Eurocampus Pirineos Mediterráneo está formado por centros de educación superior y gobiernos regionales de Mediodía-Pirineos y Languedoc-Rosellón en Francia, y por otro lado Cataluña y Baleares en España.

## Los objetivos
Favorecer el intercambio de conocimientos y la movilidad de los estudiantes, de los profesores y de los investigadores. Destinado a reunir todos los actores de la educación superior y la investigación en el seno de las cuatro regiones miembro, el objetivo del Eurocampus es crear un polo de movilidad Eurocampus. Este polo se basa en establecimiento de ventajas y ayudas concretas reservadas a los estudiantes, así como el desarrollo de un plan de estudios que conduzca a una doble formación.
Además, el Eurocampus fomenta el aprendizaje de las lenguas de la Eurorregión proponiendo cursos gratuitos e intensivos, que facilitan la Intercomprensión de las lenguas por parte de los estudiantes en movilidad (Proyecto IC4).
Por lo que respecta a los profesores e investigadores, el Eurocampus estimula la movilidad a través de los intercambios entre universidades, laboratorios y centros de investigación.

## Reforzar la cooperación en materia de innovación e investigación
Uno de los factores para el desarrollo de nuestras regiones depende de la capacidad para desarrollar nuestros recursos en los ámbitos de tecnología, investigación e innovación. El objetivo es, por tanto, promover el acercamiento entre las estructuras de investigación y las empresas del mismo sector, para crear una red sólida en el territorio de la Eurorregión, gracias a la creación de clusters o polos de competitividad.

## Una plataforma digital
El Eurocampus digital sirve no solamente de plataforma de intercambios interactiva, dinámica y fácilmente accesible, sino que también se posiciona como una comunidad virtual de estudiantes, investigadores y docentes de los territorios de la Eurorregión.
"El Eurocampus digital" ofrece muchos servicios, como la publicación en línea de las ofertas de formación de las cuatro regiones miembro, así como cursos, informaciones sobre la vida de los estudiantes o la creación de plataformas para los investigadores. La página web Eurocampus evoluciona y se adapta para ofrecer más servicios en función de las necesidades de los actores implicados en el Eurocampus, al mismo tiempo que garantiza la visibilidad internacional de su actividad.